# Live Nation
Live Nation Entertainment, Inc. är ett amerikanskt globalt underhållningsföretag, bildat 2010 genom en sammanslagning av Live Nation (bildat 1996) och Ticketmaster. Huvudkontoret ligger i Beverly Hills, Kalifornien.

## Sverige
Live Nation Sweden, tidigare Ema Telstar, är ett svenskt dotterbolag till amerikanska Live Nation inc. Live Nation Swedens verksamhet består av konsert- turné- och evenemangsproduktion. Bolaget grundades 1969 av Thomas Johansson, som European Music Agency. Verkställande direktör är Jon Bergsjö. 
Live Nation Sweden dominerar sedan länge den svenska marknaden. 1999 köptes bolaget, som då hette EMA Telstar, av amerikanska Clear Channel. 2005 knoppades deras underhållningsdivision av och blev ett eget bolag under namnet Live Nation. Thomas Johansson blev styrelseordförande för dess europeiska avdelning. Under det tidiga 2000-talet har man stärkt sin ställning i Europa genom köp av konkurrenter i Finland, Danmark och Norge. 1 februari 2008 bytte EMA Telstar namn till Live Nation Sweden.
Bolaget äger konsertarrangören Luger och köpte under 2015 även bolaget Stureplansgruppen Live, som anordnade festivaler som Summerburst och Lights.